# شهرستان یونیون (ایلینوی)
شهرستان یونیون، (به انگلیسی: Union County) شهرستانی در ایالت ایلی‌نوی ایالات متحده امریکا و بر طبق سرشماری ۲۰۱۰ این شهرستان ۱۷۸۰۸ نفر جمعیت داشته‌است. رشد جمعیت این شهرستان از ۲۰۰۰ تا ۲۰۱۰، حدود ۲٫۷ درصد بوده است
طبق سرشماری ۲۰۱۰، مساحت این شهرستان ۱۰۹۳٫۴ کیلومتر مربع وسعت داشته که از این مقدار ۲٫۰۶درصد آب و ۹۷٫۹۴ درصد خشکی می‌باشد.
این شهرستان در ۱۸۱۸ از شهرستان جانسون جدا شده و به ایالت ایلی‌نوی پیوست.

## نگارخانه

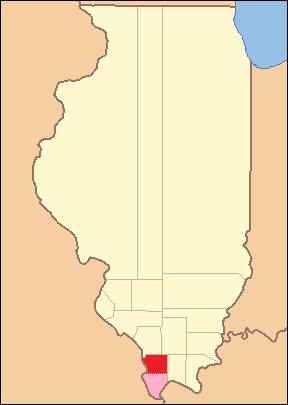
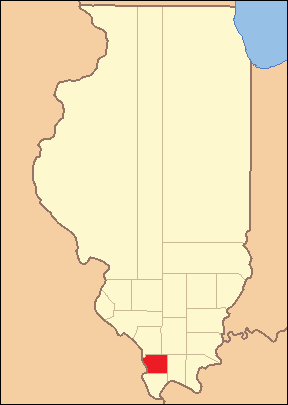

## همسایگان و راه‌ها
همسایگان این شهرستان عبارتند از:
- شمال: شهرستان جکسون
- شمال‌شرق: شهرستان ویلیامسون
- شرق: شهرستان جانسون
- جنوب‌شرق: شهرستان پولاسکی
- جنوب: شهرستان الکساندر
- جنوب‌غرب:
- غرب: شهرستان کیپ گیرادوا
- شمال‌غرب: شهرستان پری

راه‌های اصلی این شهرستان:
1. بزرگراه میان‌ایالتی ۵۷
2. بزرگراه ۵۱ ایالات متحده
3. جاده ۳ ایلی‌نوی
4. جاده ۱۲۷ ایلی‌نوی
5. جاده ۱۴۶ ایلی‌نوی

## شهرها
- جونزبرو، ایلی‌نوی، مرکز شهرستان
- دونگولا، ایلی‌نوی
- کبدن، ایلی‌نوی
- میل کریک، ایلی‌نوی
- آنا، ایلی‌نوی